# Акведуки Канталлока

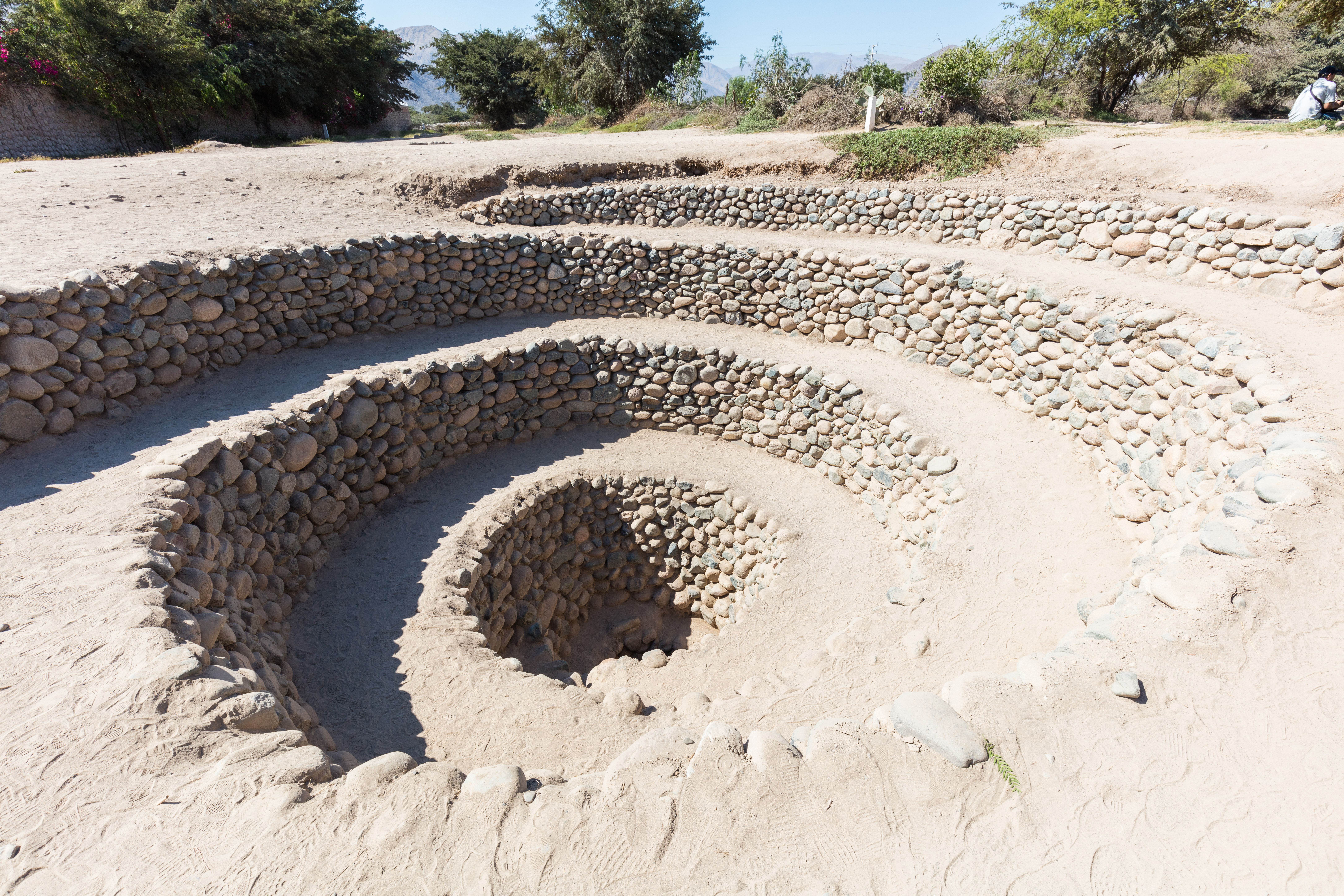
Акведуки зверху.

Акведуки Канталлока (ісп. Acueductos de Cantalloc) - пам'ятка доколумбового періоду в Перу.
Канталлоцькі акведуки розташовані за 4 км на північ від міста Наска. Вони були споруджені народами культури Наска. Всього пам'ятка складається із 40 акведуків, що використовувалися безперервно цілорічно. Також є інші акведуки у інших частинах міста.
Акведуки Канталлока є системою акведуків споруджені, як і багато інших акведуків такого типу під назвою "пукіс", близько 1500 років тому.
Акведуки забезпечували постачання води до міста Наска та навколишніх полів, що уможливлювало зрошування бавовни, бобів, картоплі та інших культур у надто сухому регіоні.

## Галерея

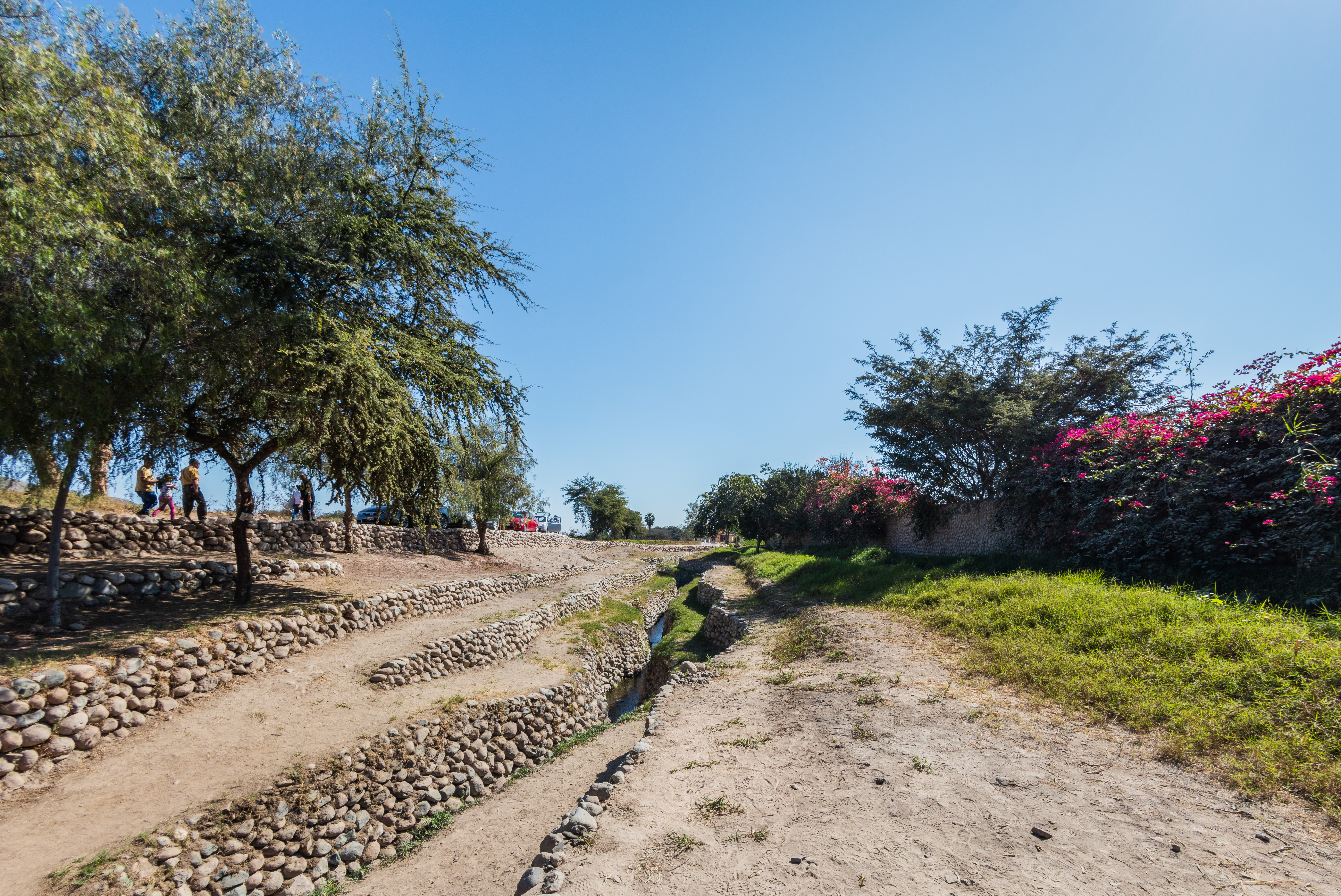
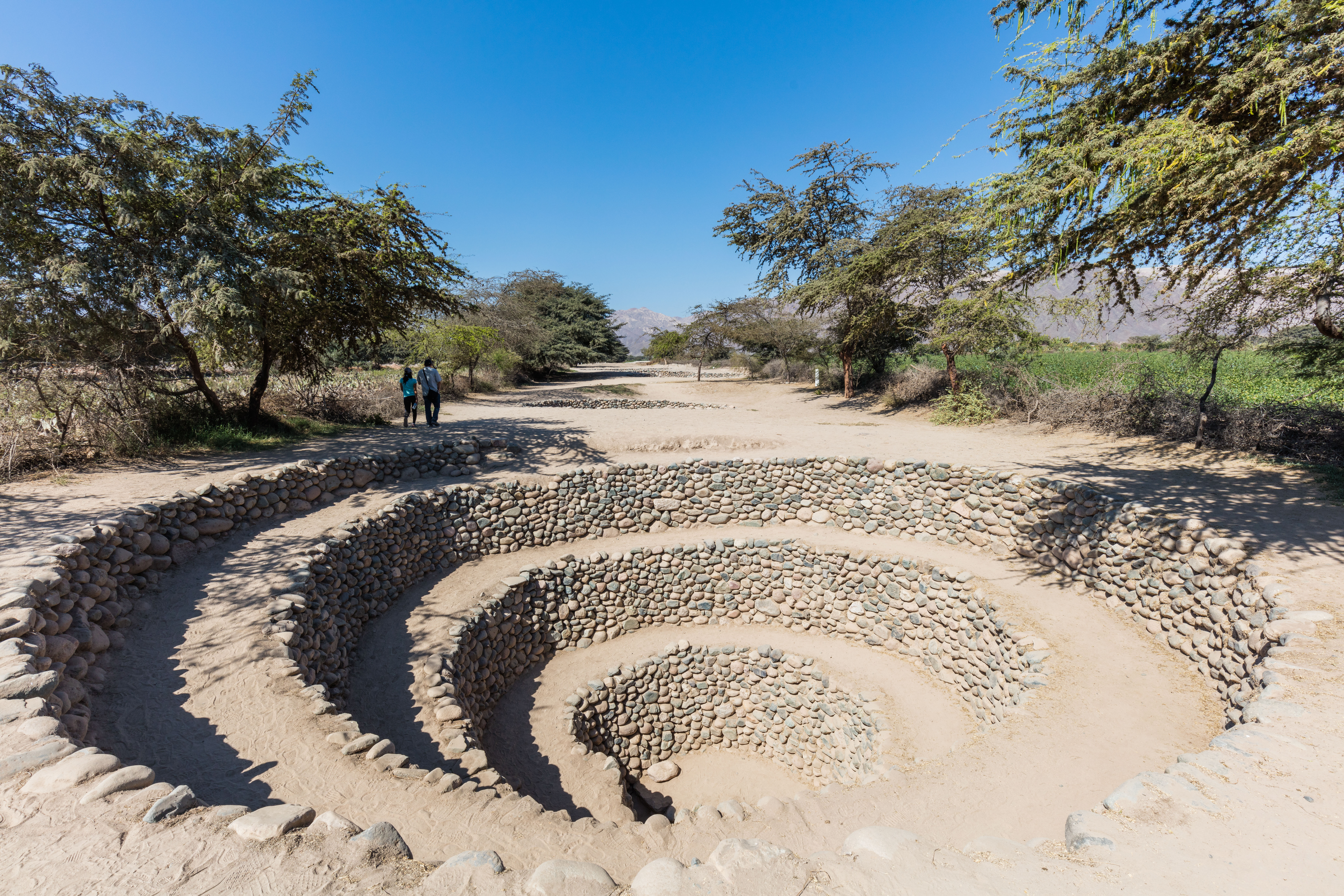
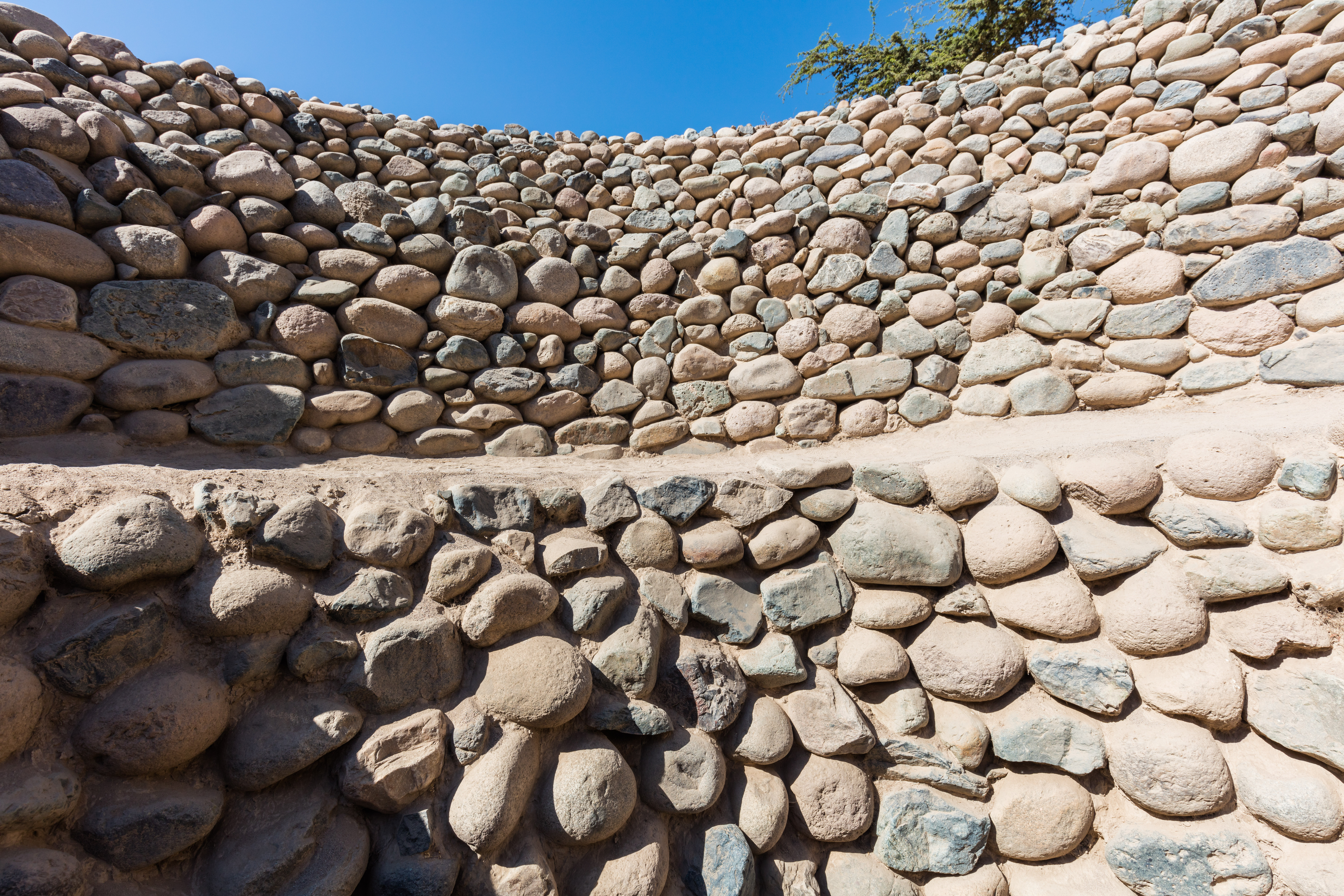
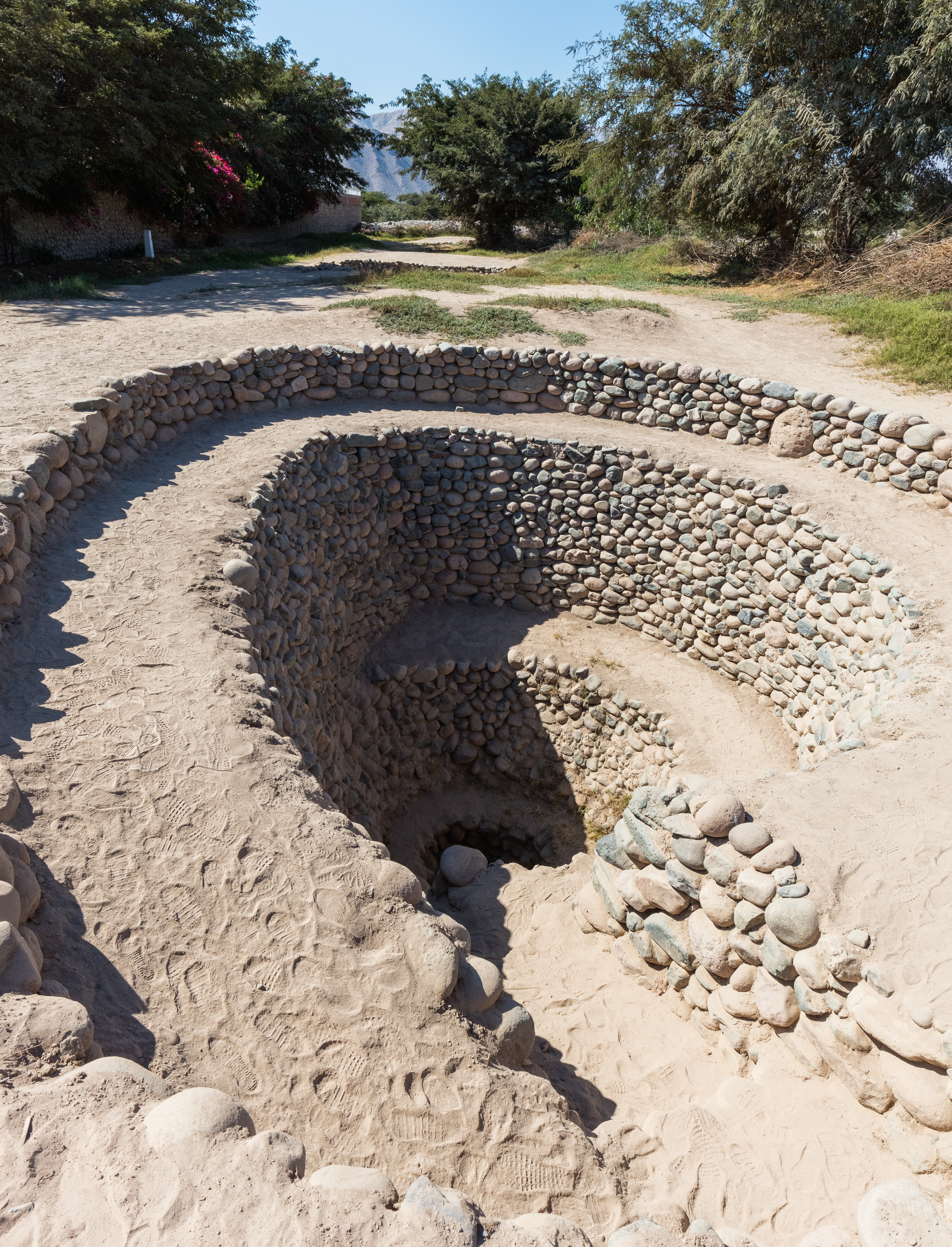
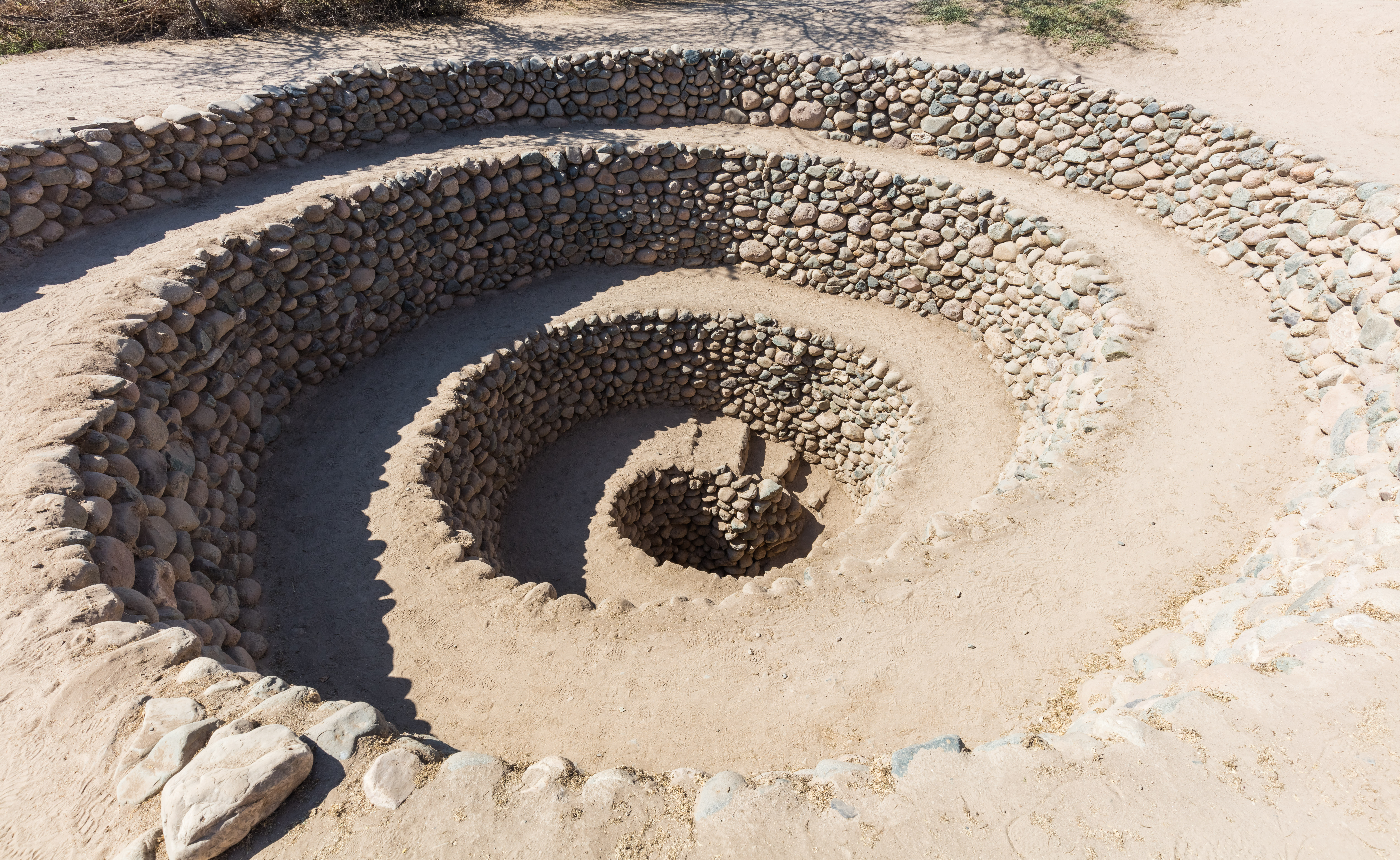
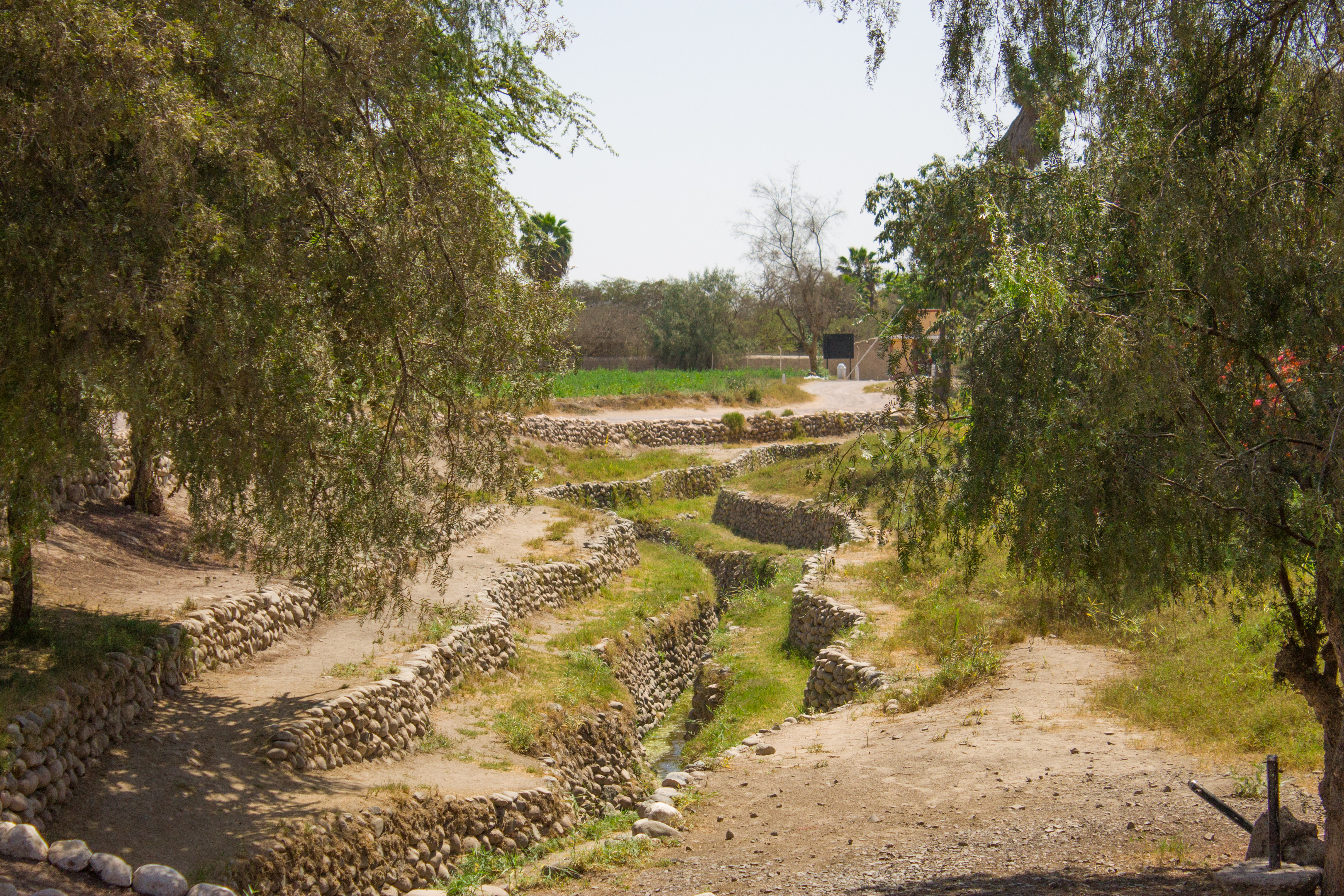